# Colegio Estadounidense de Cirujanos
El Colegio Estadounidense de Cirujanos (en inglés American College of Surgeons, o abreviado ACS) es una asociación médica profesional de cirujanos y miembros de equipos quirúrgicos, creada en  1913.Tiene casi 90.000 miembros repartidos en 144 países.

## Historia
El Colegio Americano de Cirujanos se fundó en 1913 como consecuencia del Congreso Clínico de Cirujanos de Norteamérica que existía desde 1910, a partir de la revista Surgery, Gynecology and Obstetrics, una iniciativa de uno de los fundadores del colegio, el doctor Franklin H. Martin, junto con el doctor Frederic Atwood Besley.

## Liderazgo
El colegio está gobernada por una Junta de Regentes, una Junta de Gobernadores y una variedad de Capítulos locales del ACS. La Junta de Regentes formula políticas y dirige los asuntos del colegio. La Junta de Gobernadores actúa como enlace entre la Junta de Regentes y los becarios. Los capítulos locales del Colegio Americano de Cirujanos ejercen la influencia del colegio a nivel comunitario.
Patricia L. Turner es la directora ejecutiva y directora ejecutiva del colegio desde enero de 2022. Actualmente forma parte del cuerpo docente del departamento de cirugía de la Universidad de Medicina de Chicago.

## Membresía del Colegio Estadounidense de Cirujanos
La Membresía del Colegio Estadounidense de Cirujanos (en inglés Fellow of the American College of Surgeons, abreviado FACS) es una certificado profesional para un profesional médico que ha aprobado una serie de criterios de educación, cualificación y valores éticos requeridos para formar parte del Colegio Americano de Cirujanos.
FACS se utiliza en inglés como título abreviado, como por ejemplo  Juan Pérez, MD, FACS.